# 日本郵船歴史博物館
日本郵船歴史博物館（にっぽんゆうせんれきしはくぶつかん、英: NYK MARITIME MUSEUM）は、神奈川県横浜市中区海岸通にある日本郵船グループの企業博物館。同社が管理運営を行っている。周辺の再開発に伴い、2023年4月1日から2027年春頃までの予定で休館している。

## 概要
1993年に日本郵船グループが所有する横浜市中区の日本郵船横浜海岸通倉庫内にて「日本郵船歴史資料館」として開館。2003年には隣接する横浜郵船ビルの1階オフィススペースを改装した上で移転し、「日本郵船歴史博物館」に改称して再開館した。この際、天井や照明デザイン、カウンターなどを竣工時の状態に復元する大規模な改修を行い、第15回BELCA賞のベストリフォーム部門を受賞している。
冒頭の通り2023年4月から長期休館しており、2027年春頃を目途に再開館する際には隣接の再開発ビル内に移転予定である（詳細は後節）。

## 施設・展示
休館する2023年4月以前の施設・展示内容を以下に記す。
日本郵船の社史を通して日本の海運の歴史を後世に伝える内容で常設展では、明治維新から現在の日本郵船までの歴史を展示をしており、そのほかに企画展やイベントも行っていた。

### 施設構成と展示内容
常設展示
1. 日本をひらく - 「郵便汽船三菱会社」の創業を紹介
2. 日本郵船誕生秘話 - 「共同運輸会社」との競争から日本郵船への一本化を紹介
3. 世界にひらく - 海外航路開拓の時代を紹介
4. 豪華客船時代の到来 - 浅間丸に代表される昭和初期の客船黄金期を紹介
5. 戦争と壊滅 - 太平洋戦争時の被害を紹介
6. 復興への道 - 戦後復興期の航路回復を紹介
7. 総合海運会社への変革 - 高度経済成長を背景とした多角化戦略を紹介
8. 安定成長への対応 - オイルショックと海運不況以降の新たな試みを紹介
9. NYKコーナー - 博物館本館と氷川丸の施設、日本郵船グループの事業を紹介（入館無料）

その他施設
オリエンテーションコーナー - 海運関係図書約1500冊を所蔵（一部有料コピー可）
企画展示
- 客船コーナー - 歴代の日本郵船の客船を紹介
- ティーコーナー
- ミュージアムショップ - 収蔵しているポスター、パンフレットの図柄をあしらった一筆箋やポストカードなどのオリジナルグッズを販売（16:30まで営業）
- 中庭

### 開館時間・入館料
- 開館時間 - 10:00〜17:00（入館は16:30まで）[12]
- 入館料 - 一般・大学生/400円、シニア（65歳以上）・中学生・高校生/250円、小学生以下/無料[12]
- 休館日 - 月曜日（祝日の場合は開館、翌平日休館）、年末年始、臨時休館日[12]

## 周辺の再開発と博物館の移転計画
2021年5月の発表によると、当博物館が入居していた横浜郵船ビルは隣接の横濱ビルと同じく日本郵船と三菱地所が2023年に解体し、跡地は横浜郵船ビルの外観など大部分を保全活用した上で最高高さ約112メートル・22階建てのオフィスビルが2027年に竣工する計画であった。2021年10月に横浜市へ提出した計画によると、横浜郵船ビルは全館保存され解体が行われないこととなり、一方で隣接するビルの解体は当初の計画通り行われ、高さ約100メートル・21階建てのオフィスビルが建設される予定（海岸通り地区A-1地区、2027年1月竣工予定）である。
この再開発に伴い当博物館は2023年4月1日から2027年春頃を見込む再開館まで約4年の長期休館を予定しているが、改装工事後の横浜郵船ビルはホテル（運営事業者：Plan・Do・See）として保全活用することが決まっているため、当博物館は隣接の再開発ビル内に移転して再開館する予定である。